# Ritam i bluz
Ritam i bluz (engl. rhythm and blues) je muzički žanr, kombinacija džeza, gospela i sa uticajem bluza; prvi su ga izvodili Afro-američki umetnici.  Najčešće su ga izvodili Afroamerikanci i u to je vreme bio novi zvuk u svetu. Ritam i blues se često koristi kao sveobuhvatni naziv za afroameričku muziku nakon Drugog svetskog rata. Izvorni počeci R&B-a su bile male grupe koje su u svoje kompozicije često dodavale elemente jazza, gospela i bluza. Ta muzika je bila pod velikim uticajem džeza, kao i crnog gospela i bebopa. Pojavom Motouna i soul zvuka 1960-ih, popularnost mu lagano opada, međutim jedinstveni i prepoznatljivi zvuk R&B-a ostaje i 1970-im i 1980-im, a i uključuje razvoj novih stilova poput savremenog R&B-a, fanka i drugih. Tipični instrumenti ove vrste muzike su: gitara, bas gitara, usna harmonika, truba, saksofon, bubnjevi, klavir, klavijature, orgulje.
Istaknuti predstavnici ove vrste muzike su Dženet Džekson, koju često nazivaju "kraljicom R&B-a", Lorin Hil,  Bijonse, Ašer Rejmond, Maraja Keri, Toni Brakston, Krejg Dejvid, Kris Braun,  Ališa Kiz i The Weeknd. Ova vrsta muzike još je poznatija pod engleskim skraćenicama R&B i r'n'b.

## Istorija

### Kraj 1940-ih
Izraz „ritam i blues” nastao je tokom 1940-ih, kao alternativa za pojam 'rasna muzika', koji se smatrao uvredljivim. Do 1970-ih, akronim „R & B” korišten je gotovo isključivo samo za ovaj stil popularne muzike, te se na kraju počeo koristi kao termin i za označavanje drugih oblika muzike kao što su „crni soul” i „fank”. Početak 1940-ih je vreme kada se pojavljuju prvi zvuci R&B-a, a izvode ga male grupe koje u svoje pesme dodaju elemente džeza, gospela i bluza.
Prisutnost jakog plesnog ritma je značajan element koji koristi R&B muzika iz stila kojeg sviraju bluz i džez muzičari. „Ritam i bluz” je imao izrazito urbani stil, odražavajući želju mnogih mladi Afroamerikanaca na udaljenost od domaćih asocijacija i tradicionalnog bluza. Uspešne nastupe u nastajanju ove tradicije imao je saksofonista Luis Džordan i njegov sastav the Tympany Five.
Godine 1948. diskografska kuća RCA Viktor objavljuje crnačku muziku pod nazivom Ritam end bluz. U toj godini, Luis Džordan dominira na vrhu top lestvica, gde zauzima prvo mesto sa dve pesme u R&B stilu i sa tri pesme u bugi-vugi verziji. Džordanov sastav se zvao the Tympany Five (osnovan 1938), a on u njemu izvodi vokale i svira saksofon, dok su ostali muzičari svirali trubu, tenor saksofon, klavir, bas-gitaru i bubnjeve. Uz Jordana tu su još i muzičari poput Lovrensa Kona i Roberta Palmera koji su sa džez muzike prelazili na R&B i u samo početku bili vrlo zaslužni za njegov uspeh. Džordanova smirena muzika, koju još izvode i Big Džo Turner, Roj Braun, Bili Right i Vajnoni Haris, naziva se još i džamp bluz. Iste godine, Vajnoni Haris napravio je obradu pesme „Good Rockin' Tonight” od Roja Braua iz 1947. i zauzeo sa njom drugo mesto na top lestvicama, a sledi ga Soni Tompson s pesmom „Long Gone” koja dolazi na prvo mesto.
Sledeće 1949. godine, izraz ritam end bluz zamenjuje Bilbordovu kategoriju Harlem Hit Parade. Takođe iste godine pesma „The Huckle-Buck” saksofoniste Pola Vilijamsa zauzima prvu poziciju na R&B top lestvici i tamo se zadržava čitavu godinu. Književnik, muzičar i aranžer Endi Gibson opisao je pesmu kao „dirty boogie”, zbog toga što je masna i neprilična. Koncerti Pola Vilijamsa i His Haklbakersa bili su puni znoja i buntovničke prirode. Tekstovi Roja Alfreda (koji je kasnije 1955. napisao hit „The Rock and Roll Waltz”), bili su blago seksualno sugestivni, a jedan tinejdžer iz Filadelfije rekao je „Taj haklebak je bio vrlo neugodan za ples”. Takođe 1949. novu verziju bluz pesme „Ain't Nobody's Business” iz 1920-ih, obradili su Džimi Viterspun i Luis Džordan i Timpani Fajv i sa njom zauzeli 4. mesto na top lestvici, a kasnije su opet zauzeli peto s pesmom .

### Početak i sredina 1950-ih
Amerikanac grčkog porekla Džoni Otis, koji je potpisao za Savoj Rekords, radeći 1950-ih sa Afroamerikancima objavljuje mnoge R&B hitove, uključujući i „Double Crossing Blues”, „Mistrustin' Blues” i „Cupid's Boogie”, koji zauzimaju 1. poziciju na R&B top lestvicama. Otis drži top deset najvećih hitova 1951. godine. Ostali hitovi su: „Gee Baby”, „Mambo Boogie” i „All Nite Long”. Grupa The Clovers je vokalni trio, koji je pevao jednu karakterističnu zvučnu kombinaciju bluza i gospela i postigao peto mesto sa hitom „Don't You Know I Love You”, koji su snimili za Atlantic Rekords. Takođe u julu 1951. u Klivlendu, Ohajo, DJ Alan Frid pokreće kasnonoćnu radio emisiju pod nazivom 'The Moondog Rock Roll House Party', na radio-stanici WJW-AM (850). Program je bio besplatan a sponzorirao ga je Fred Minc, koji je imao trgovinu R&B snimaka, a glavni klijenti su mu bili Afroamerikanci.
Tokom 1950-ih, klasični R&B dobija svu veću naklonost izdavačkih kuća i prelazi granice drugih žanrova kao što su džez i rokenrol. To je bio jaki ritmički stil i tradicionalni bluz, koji se počeo da se oblikuje u Nju Orleansu. Muzičari poput Profesora Longhera, poznati po žestokom pijanino stilu, imali su veliki uticaj u definisanju zvuka ranih melodija.
Rut Braun iz Atlantik Rekordsa, objavljuje hitove u top 5 svake godine od 1951. do 1954, a to su: „Teardrops from My Eyes”, „Five, Ten, Fifteen Hours”, „(Mama) He Treats Your Daughter Mean” i „What a Dream”. Takođe Fej Adamsova pesma „Shake a Hand”, dolazi na 2. mesto top-lestvice 1952. godine. Du-vop sastav The Orioles 1953. godine ima hit „Crying in the Chapel”, koji je zauzeo četvrto mesto na top lestvici.
Godine 1954. britanska grupa The Chords sa hit pesmom „Sh-Boom”, već početkom godine dolazi među top 10 R&B lestvica, a krajem godine sastav The Charms iz Samervila, Masačusets s pesmom „Hearts of Stone” ulazi u top 20 lestvica.
U tom trenutku afroamerički R&B izvođači kao što su Čak Beri i Fats Domino imali su veliku popularnost, kao i rokenrol izvođači poput Bila Hejlija i Elvisa Prislija. Fats Domino 1952. i 1953. godine, nalazio se na samom vrhu top 30 pop muzičkih lestvica, a zatim i na top 10 sa hit pesmom . Rej Čarls takođe dolazi u sam vrh 1955. godine sa kompozicijom „I Got a Woman”. Big Bil Brunzi tada je rekao za Čarlsovu muziku: „On meša bluz i duhovnu muziku ... ja znam da to nije dobro”.
Na otvaranju izdavačke kuće „Čes Rekords”, Čuk Beri je izveo na violini obradu stare pesme „Ida Red”. Njegova pesma „Maybellene” osim što je 1955. godine zauzela 3. mesto na R&B top lestvicama, takođe se našla i na top 30 pop muzičkih lestvica. Alan Frid koji je bio premešten u mnogo veće tržišno središte Njujork Siti, kako bi pomogao pri snimanju, postaje popularan među mlađom belom populacijom. Frid je jedan deo svoje zarade morao dati tekstopiscima iz Čes Rekordsa u zamenu za njegove promotivne aktivnosti, što je bilo uobičajeno u ono vreme. Takođe Čes Rekords 1955. godine objavljuje singl prvenac Boa Didleja, na kojem se nalaze pesme „Bo Diddley” i „I'm A Man”, a one vrtoglavo dolaze na 2. mesto R&B top lestvica i donose mu veliku popularnost.

### Kraj 1950-ih
Godine 1956. pod nazivom „Top Stars of '56” održana je R&B turneja. Veliki publicitet zajedno dobijaju Al Hibler, Franki Limon i 'the Teenagersi' Karl Perkins sa pesmom „Blue Suede Shoes”, koja je bila vrlo popularna kod R&B kupaca. Neki izvođači nastupili su kompletni poput Čaka Berija, Kati Kar, Širli & Li, Dela Ris, the Cleftones i Spanielsa zajedno sa Ilinois Žakom. Gradovi koji su bili posećeni turnejom bili su Kolumbija, Anapolis, Pitsburg, Sirakuza, Ročester Bufalo, Njujork Siti, nekoliko gradova u Kanadi i zapadni deo Srednje Amerike koji na kraju završava u Teksasu. U Kolumbiji na koncertu je zamalo došlo do incidenta kada je Karl Perkins najavio da izvodi zadnju pesmu te večeri. Kasnije je komentirao kako je to bilo vrlo opasno. U Anapolisu 50.000 do 70.000 ljudi pokušavalo je da prisustvuje jednom totalno rasprodanom koncertu sa 8.000 sedećih mesta, dok je saobraćaj u gradu bio paralisan sedam sati.
Filmska industrija takođe prati velike R&B i rokenrol muzičare poput Litl Ričarda, Čaka Berija, Fatsa Dominoa, Big Džo Ternera, The Treniersa, The Plattersa i The Flamigosa, i sve prikazuje na velikom ekranu. Neki od tih muzičkih filmova su Don't Knock the Rock i .
Dva snimka Elvisa Prislija koje je 1957. godine napravio u R&B stilu, „Jailhouse Rock” i „Treat Me Nice” zauzimaju prvo mesto na top lestvicama i „All Shook Up” peto, i to je tada bio preokret da jedan bili izvođač bude prihvaćen u žanru koji je bio sinonim za crnačku muziku. Nat King Kol, bivši džez pijanista koji je imao hit pesme na prvim i drugim mestima u ranim 1950-im („Mona Lisa” na drugom, 1950. i „Too Young” na prvom, 1951) i 1958. ima takođe dve pesme „Looking Back” i „Do I Like It” koje zauzimaju top 5 na R&B lestvicama.
Godine 1959, dve izdavačke kuće postaju vlasništvo dva crnaca od kojih je jedna vrlo uspešni Motaun Rekords Berja Gordja, a druga SAR Sama Kukea. Bruk Benton nalazi se na vrhu R&B top lestvica 1959. i 1960. godine gde sa svojim hitovima zauzima prvo i drugo mesto. Benton je imao topao glas što je privuklo veliki broj slušalaca, a njegove balade ga dovele do poređenja s izvođačima kao što su Nat King Kol, Frank Sinatra i Toni Benet. Lojd Pris, koji je 1952. ima hit „Lawdy Miss Clawdy” na prvoj poziciji, ponovno 1959. dolazi na vrh top lestvica s pesmama „Stagger Lee” na prvom i „Personality” na petom mestu.

## Literatura
- Gilliland, John (1969). „The Tribal Drum: The rise of rhythm and blues” (audio). Pop Chronicles. Digital.library.unt.edu.
- Guralnick, Peter. Sweet Soul Music: Rhythm and Blues and the Southern Dream of Freedom. ISBN 0-06-096049-3.. First ed. New York: Harper & Row, 1986. x, 438 p., ill., chiefly with b&w photos.

## Spoljašnje veze
- Rye, Howard. „Rhythm and Blues”. Oxford Music Online. Архивирано из оригинала 11. 5. 2020. г. Приступљено 20. 7. 2014.